# Atletism la Jocurile Olimpice de vară din 1912
Probele sportive de atletism la Jocurile Olimpice de vară din 1912 s-au desfășurat în perioada 6 - 15 iulie 1912 la Stockholm, Suedia. Au fost 30 de probe sportive, în care au concurat 534 de bărbați, din 30 de țări.

## Stadion
Probele au avut loc pe Stadionul Olimpic din Stockholm. Acesta a fost construit special pentru Jocurile Olimpice din 1912.

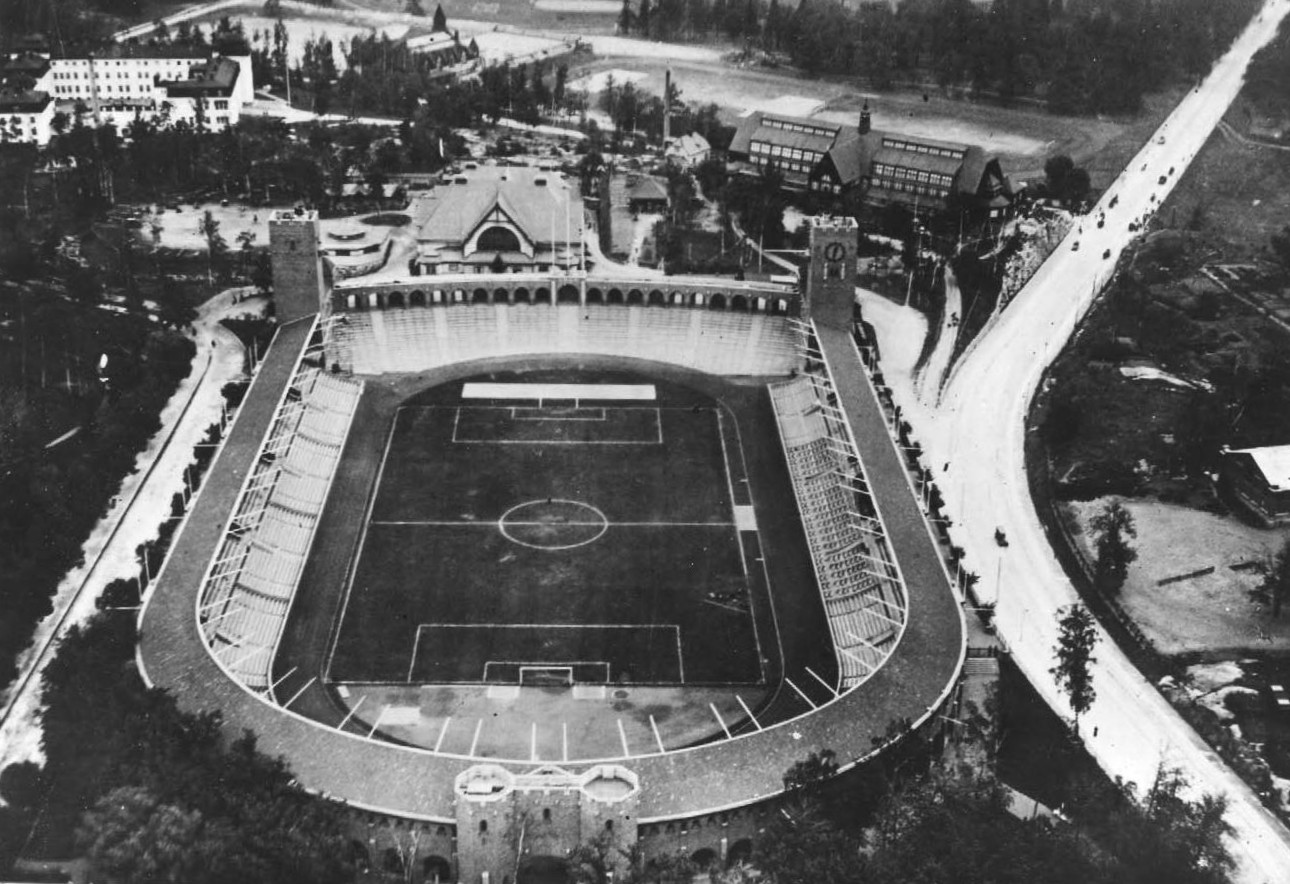
Stadionul Olimpic
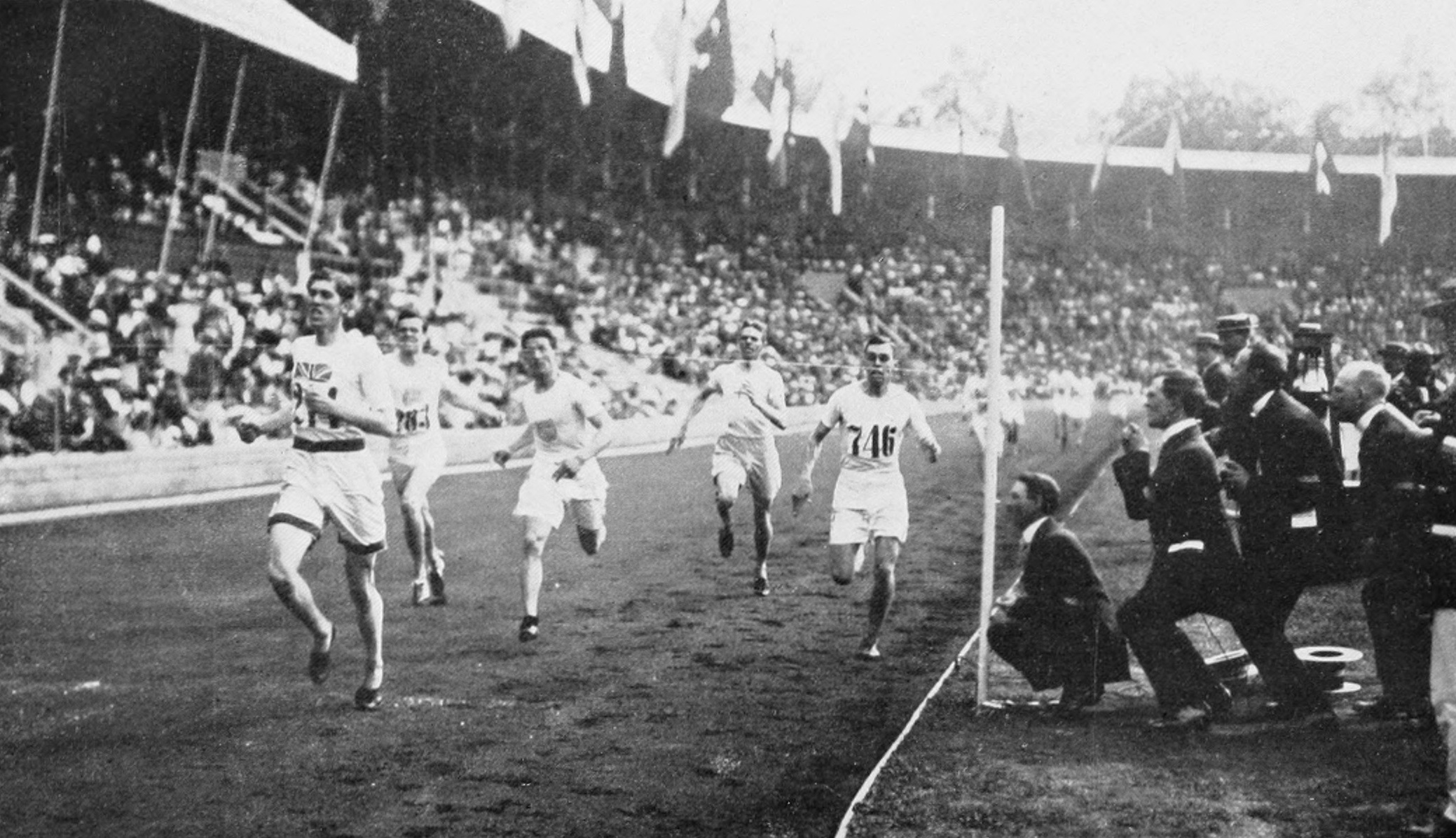
1500 m

## Probe sportive

### Masculin
| Event                                     | Aur | Aur       | Argint                                                                                | Argint    | Bronz                                                                                            | Bronz     |
| 100 m detalii                             | Ralph Craig (USA)                                                                                        | 10,8      | Alvah Meyer (USA)                                                                     | 10,9      | Donald Lippincott (USA)                                                                          | 10,9      |
| 200 m detalii                             | Ralph Craig (USA)                                                                                        | 21,7      | Donald Lippincott (USA)                                                               | 21,8      | Willie Applegarth (GBR)                                                                          | 22,0      |
| 400 m detalii                             | Charles Reidpath (USA)                                                                                   | 48,2      | Hanns Braun (GER)                                                                     | 48,3      | Edward Lindberg (USA)                                                                            | 48,4      |
| 800 m detalii                             | Ted Meredith (USA)                                                                                       | 1:51,9    | Mel Sheppard (USA)                                                                    | 1:52,0    | Ira Davenport (USA)                                                                              | 1:52,0    |
| 1500 m detalii                            | Arnold Jackson (GBR)                                                                                     | 3:56,8    | Abel Kiviat (USA)                                                                     | 3:56,9    | Norman Taber (USA)                                                                               | 3:56,9    |
| 5000 m detalii                            | Hannes Kolehmainen (FIN)                                                                                 | 14:36,6   | Jean Bouin (FRA)                                                                      | 14:36,7   | George Hutson (GBR)                                                                              | 15:07,6   |
| 10 000 m detalii                          | Hannes Kolehmainen (FIN)                                                                                 | 31:20,8   | Lewis Tewanima (USA)                                                                  | 32:06,6   | Albin Stenroos (FIN)                                                                             | 32:21,8   |
| 110 m garduri detalii                     | Fred Kelly (USA)                                                                                         | 15,1      | James Wendell (USA)                                                                   | 15,2      | Martin Hawkins (USA)                                                                             | 15,3      |
| 4×100 m detalii                           | Marea Britanie (GBR) · Willie Applegarth · Victor d'Arcy · David Jacobs · Henry Macintosh                | 42,4      | Suedia (SWE) · Knut Lindberg · Charles Luther · Ivan Möller · Ture Person             | 42,6      |                                                                                                  |           |
| 4×400 m detalii                           | Statele Unite ale Americii (USA) · Edward Lindberg · Ted Meredith · Charles Reidpath · Mel Sheppard      | 3:16,6    | Franța (FRA) · Pierre Failliot · Charles Lelong · Charles Poulenard · Robert Schurrer | 3:20,7    | Marea Britanie (GBR) · Ernest Henley · George Nicol · Cyril Seedhouse · James Soutter            | 3:23,2    |
| 3000 m pe echipe detalii                  | Statele Unite ale Americii (USA) · Tell Berna · George Bonhag · Abel Kiviat · Louis Scott · Norman Taber | 9         | Suedia (SWE) · Bror Fock · Nils Frykberg · Thorild Olsson · Ernst Wide · John Zander  | 13        | Marea Britanie (GBR) · Joe Cottrill · George Hutson · William Moore · Edward Owen · Cyril Porter | 12        |
| Maraton detalii                           | Ken McArthur (RSA)                                                                                       | 2:36:54,8 | Christian Gitsham (RSA)                                                               | 2:37:52,0 | Gaston Strobino (USA)                                                                            | 2:38:42,4 |
| 10 000 m marș detalii                     | George Goulding (CAN)                                                                                    | 46:28,4   | Ernest Webb (GBR)                                                                     | 46:50,4   | Fernando Altimani (ITA)                                                                          | 47:37,6   |
| Cros detalii                              | Hannes Kolehmainen (FIN)                                                                                 | 45:11,6   | Hjalmar Andersson (SWE)                                                               | 45:44,8   | John Eke (SWE)                                                                                   | 46:37,6   |
| Cros pe echipe detalii                    | Suedia (SWE) · Hjalmar Andersson · John Eke · Josef Ternström                                            | 10        | Finlanda (FIN) · Jalmari Eskola · Hannes Kolehmainen · Albin Stenroos                 | 11        | Marea Britanie (GBR) · Ernest Glover · Frederick Hibbins · Thomas Humphreys                      | 49        |
| Săritura în înălțime detalii              | Alma Richards (USA)                                                                                      | 1,93      | Hans Liesche (GER)                                                                    | 1,91      | George Horine (USA)                                                                              | 1,89      |
| Săritura în înălțime de pe loc detalii    | Platt Adams (USA)                                                                                        | 1,63      | Benjamin Adams (USA)                                                                  | 1,60      | Konstantinos Tsiklitiras (GRE)                                                                   | 1,55      |
| Săritura cu prăjina detalii               | Harry Babcock (USA)                                                                                      | 3,95      | Frank Nelson (USA) Marc Wright (USA)                                                  | 3,85      | William Halpenny (CAN) Frank Murphy (USA) Bertil Uggla (SWE)                                     | 3,80      |
| Săritura în lungime detalii               | Albert Gutterson (USA)                                                                                   | 7,60      | Calvin Bricker (CAN)                                                                  | 7,21      | Georg Åberg (SWE)                                                                                | 7,18      |
| Săritura în lungime de pe loc detalii     | Konstantinos Tsiklitiras (GRE)                                                                           | 3,37      | Platt Adams (USA)                                                                     | 3,36      | Benjamin Adams (USA)                                                                             | 3,28      |
| Triplusalt detalii                        | Gustaf Lindblom (SWE)                                                                                    | 14,76     | Georg Åberg (SWE)                                                                     | 14,51     | Erik Almlöf (SWE)                                                                                | 14,17     |
| Aruncarea greutății detalii               | Pat McDonald (USA)                                                                                       | 15,34     | Ralph Rose (USA)                                                                      | 15,25     | Lawrence Whitney (USA)                                                                           | 13,93     |
| Aruncarea greutății cu două mâini detalii | Ralph Rose (USA)                                                                                         | 27,70     | Pat McDonald (USA)                                                                    | 27,53     | Elmer Niklander (FIN)                                                                            | 27,14     |
| Aruncarea discului detalii                | Armas Taipale (FIN)                                                                                      | 45,21     | Richard Byrd (USA)                                                                    | 42,32     | James Duncan (USA)                                                                               | 42,28     |
| Aruncarea discului cu două mâini detalii  | Armas Taipale (FIN)                                                                                      | 82,86     | Elmer Niklander (FIN)                                                                 | 77,96     | Emil Magnusson (SWE)                                                                             | 77,37     |
| Aruncarea ciocanului detalii              | Matt McGrath (USA)                                                                                       | 54,74     | Duncan Gillis (CAN)                                                                   | 48,39     | Clarence Childs (USA)                                                                            | 48,17     |
| Aruncarea suliței detalii                 | Eric Lemming (SWE)                                                                                       | 60,64     | Julius Saaristo (FIN)                                                                 | 58,66     | Mór Kóczán (HUN)                                                                                 | 55,50     |
| Aruncarea suliței cu două mâini detalii   | Julius Saaristo (FIN)                                                                                    | 109,42    | Väinö Siikaniemi (FIN)                                                                | 101,13    | Urho Peltonen (FIN)                                                                              | 100,24    |
| Pentatlon detalii                         | Jim Thorpe (USA)                                                                                         | 7         | Ferdinand Bie (NOR)                                                                   | 21        | Frank Lukeman (CAN)                                                                              | 29        |
| Pentatlon detalii                         | Jim Thorpe (USA)                                                                                         | 7         | James Donahue (USA)                                                                   | 29        | Frank Lukeman (CAN)                                                                              | 29        |
| Decatlon detalii                          | Jim Thorpe (USA)                                                                                         | 8412,955  | Hugo Wieslander (SWE)                                                                 | 7724,495  | Gösta Holmér (SWE)                                                                               | 7347,855  |
| Decatlon detalii                          | Jim Thorpe (USA)                                                                                         | 8412,955  | Charles Lomberg (SWE)                                                                 | 7413,510  | Gösta Holmér (SWE)                                                                               | 7347,855  |

## Clasament pe medalii
| Loc   | Țară                       | Aur | Argint | Bronz | Total |
| ----- | -------------------------- | --- | ------ | ----- | ----- |
| 1     | Statele Unite ale Americii | 16  | 14     | 12    | 42    |
| 2     | Finlanda                   | 6   | 4      | 3     | 13    |
| 3     | Suedia                     | 4   | 5      | 6     | 15    |
| 4     | Marea Britanie             | 2   | 1      | 5     | 8     |
| 5     | Canada                     | 1   | 2      | 2     | 5     |
| 6     | Africa de Sud              | 1   | 1      | 0     | 2     |
| 7     | Grecia                     | 1   | 0      | 1     | 2     |
| 8     | Franța                     | 0   | 2      | 0     | 2     |
| 8     | Germania                   | 0   | 2      | 0     | 2     |
| 8     | Norvegia                   | 0   | 1      | 0     | 1     |
| 11    | Ungaria                    | 0   | 0      | 1     | 1     |
| 11    | Italia                     | 0   | 0      | 1     | 1     |
| Total | Total                      | 31  | 32     | 31    | 94    |